# Danny Amendola
Pour les articles homonymes, voir Amendola.
(en) Statistiques sur pro-football-reference
Daniel James « Danny » Amendola, né le 2 novembre 1985 à The Woodlands, est un joueur professionnel américain de football américain qui a évolué au poste de wide receiver dans la National Football League (NFL) pendant treize saisons.
Il n'est pas sélectionné lors de la draft 2008 de la NFL mais est engagé par la franchise des Cowboys de Dallas le 27 avril 2008 avant d'être libéré le 30 août 2008. Il est néanmoins ensuite resigné par Dallas et y intègre son équipe d'entrainement (practice squad (en)).
Le 9 janvier 2009, il est engagé par les Eagles de Philadelphie où il intègre également l'équipe d'entrainement. Le 22 septembre 2009, il est engagé par les Rams de Saint-Louis où il parvient enfin à intégrer le roster final (2009–2012).
Il joue ensuite pour les Patriots de la Nouvelle-Angleterre (2013-2017), les Dolphins de Miami (2018), les Lions de Détroit (2019-2020) et les Texans de Houston (2021),.
Avec les Patriots, il remporte le Super Bowl XLIX et le Super Bowl LI.
Le 25 juillet 2022, Amendola prend sa retraite de la NFL.